# Поворот сибирских рек
Переброска части стока северных и сибирских рек в Казахстан и Среднюю Азию (поворот сибирских рек) — неосуществлённый советский проект, направленный на обеспечение водой засушливых регионов СССР. Один из самых грандиозных неосуществлённых инженерных и строительных проектов XX века.
Проект переброски стока северных рек изначально планировалось реализовать на территории европейской части РСФСР. Авторы и сторонники проекта утверждали, что переброска стока северных рек европейской части в Волгу позволит приостановить уменьшение уровня Каспийского моря и использовать волжскую воду для ирригационного канала «Волго-Дон 2» и канала «Волга-Чограй». Проект канала «Волга-Чограй» был наиболее близок к реализации, однако был приостановлен из-за общественной критики проекта.

## История
Впервые проект переброски части стока Оби и Иртыша в бассейн Аральского моря был разработан выпускником Киевского университета Я. Г. Демченко в 1868 году. Первоначальный вариант проекта он предложил в своём сочинении «О климате России», когда учился в седьмом классе 1-й Киевской гимназии, а в 1871 году издал книгу «О наводнении Арало-Каспийской низменности для улучшения климата прилежащих стран» (второе издание которой вышло в 1900 году).
В 1948 году академик В. А. Обручев написал о такой возможности Сталину, но тот не уделил проекту особого внимания.
В 1950-х годах казахский академик Шафик Чокин вновь поднял этот вопрос. Разными институтами были разработаны несколько возможных схем переброски рек. В 1960-х годах расход воды на орошение в Казахской и Узбекской ССР резко увеличился, в связи с чем по данному вопросу были проведены всесоюзные совещания в Ташкенте, Алма-Ате, Москве, Новосибирске.
В 1968 году пленум ЦК КПСС дал поручение Госплану, Академии наук СССР и другим организациям разработать план перераспределения стока рек. В «Основных направлениях развития естественных и общественных наук на 1971—1975 годы» среди важнейших проблем географических исследований упомянуты:
- «Межбассейновая переброска разных вод для водоснабжения и регулирования режимов Аральского и Каспийского морей» и
- «Борьба со вторичным засолением, прогноз общего режима Аральского моря».

24 мая 1970 года принято постановление ЦК КПСС и Совета Министров СССР № 612 «О перспективах развития мелиорации земель, регулирования и перераспределения стока рек в 1971—1985 гг.». В нём была объявлена первоочередная необходимость переброски 25 кубокилометров воды в год к 1985 г.
В 1968 году вступил в эксплуатацию оросительно-обводнительный канал Иртыш — Караганда, построенный по инициативе Казахского научно-исследовательского института энергетики. Этот канал можно рассматривать как выполненную часть проекта по обеспечению водой центрального Казахстана.
В 1976 году на XXV съезде КПСС был выбран конечный проект из четырёх предложенных и принято решение о начале работ по осуществлению проекта. В том же 1976 году Генеральным проектировщиком назначен Союзгипроводхоз, а обеспечение проектной деятельности включено в «Основные направления развития народного хозяйства СССР на 1976—1980 гг.»
Для рассмотрения ТЭО «Территориальное перераспределение части свободного стока рек Оби и Иртыша» при Госплане СССР была создана Государственная экспертная комиссия АН СССР, ГКНТ при Совете Министров СССР и Госстроя СССР. Комиссия одобрила ТЭО Минводхоза СССР.
14 августа 1986 года на специальном заседании Политбюро ЦК КПСС было решено прекратить работы. В принятии такого решения сыграли роль и многочисленные публикации в перестроечной прессе, авторы которых высказывались против проекта и утверждали, что он катастрофичен с экологической точки зрения. Группа противников переброски — представителей столичной интеллигенции — организовала кампанию по доведению до сведения людей, принимавших ключевые решения (Президиум АН СССР, Совет Министров), фактов грубых ошибок, допущенных при разработке всей проектной документации Минводхоза. В частности, были подготовлены отрицательные экспертные заключения пяти отделений Академии наук СССР. Группа академиков подписала подготовленное активным противником проекта акад. А. Л. Яншиным (по специальности — геологом) письмо в ЦК «О катастрофических последствиях переброски части стока северных рек». Академик Л. С. Понтрягин написал личное письмо М. С. Горбачёву с критикой проекта.
По свидетельству Н. К. Байбакова, А. Н. Косыгин считал, что проект нанесёт непоправимый ущерб экологии.
В 2002 году идею призвал реанимировать мэр города Москвы Юрий Лужков. 4 июля 2009 года в ходе визита в Астану он представил свою книгу «Вода и мир». Во время презентации книги Лужков снова высказался в поддержку проекта по переброске части стока сибирских рек в Центральную Азию.
В сентябре 2010 года Президент РФ Дмитрий Медведев заявил о необходимости восстановления разрушенной системы мелиорации: «К сожалению, система мелиорации, которая была создана в советский период, деградировала, была разрушена. Нам нужно будет её сейчас воссоздавать». Медведев поручил правительству России разработать соответствующий комплекс мер, отметив: «Если засушливый период продолжится, то нам без мелиорации просто не выжить». Президент Казахстана Нурсултан Назарбаев предложил российскому лидеру Дмитрию Медведеву вернуться к проекту переброски потоков сибирских рек в южные регионы России и Казахстана, обсуждавшемуся ещё в советское время: «В перспективе, Дмитрий Анатольевич, эта проблема может оказаться очень большой, необходимой для обеспечения питьевой водой всего Центрально-Азиатского региона». Медведев заметил, что Россия открыта к обсуждению различных вариантов решения проблемы засухи, включая «некоторые прежние идеи, которые в какой-то момент были спрятаны под сукном».

## Описание
Основная цель проекта состояла в направлении части стока сибирских рек (Иртыша, Оби, Тобола, Ишима и других) в регионы страны, остро нуждающиеся в пресной воде. Проект был разработан Министерством мелиорации и водного хозяйства СССР (Минводхоз). В это же время готовилось грандиозное строительство системы каналов и водохранилищ, которые позволили бы перебросить воду рек северной части Западно-Сибирской равнины в Аральское море.
Задачи проекта:
- Транспортировка воды в Курганскую, Челябинскую и Омскую области России с целью орошения и обеспечения водой малых городов;
- Транспортировка пресной воды в Казахстан, Узбекистан и Туркменистан с целью орошения;
- Открытие судоходства по каналу «Азия» (Карское море—Каспийское море—Персидский залив).

Над проектом работали около 20 лет более 160 организаций СССР, в том числе 48 проектно-изыскательских и 112 научно-исследовательских институтов (в их числе 32 института Академии наук СССР), 32 союзных министерства и 9 министерств союзных республик. Было подготовлено 50 томов текстовых материалов, расчётов и прикладных научных исследований и 10 альбомов карт и чертежей. Руководство разработкой проекта осуществлял его официальный заказчик — Минводхоз. «Схему комплексного использования вод бассейна Аральского моря» готовил институт «Средазгипроводхлопок».

### Канал «Сибирь — Средняя Азия»
Канал «Сибирь — Средняя Азия» был первым этапом проекта и представлял собой строительство водного канала из Оби через Казахстан на юг — в Узбекистан. Канал должен был быть судоходным.
- Длина канала — 2550 км.
- Ширина — 130—300 м.
- Глубина — 15 м.
- Пропускная способность — 1150 м³/с.

Предварительная стоимость проекта (водоподача, распределение, сельхозстроительство и освоение, объекты АПК), равнялась 32,8 млрд рублей, в том числе: на территории РСФСР — 8,3 млрд, Казахстана — 11,2 млрд и Средней Азии — 13,3 млрд. Выгода от проекта оценивалась в 7,6 млрд рублей чистого дохода ежегодно. Среднегодовая рентабельность канала — 16 % (по расчётам Госплана СССР (Захаров С. Н.) и Совинтервода (Рыскулова Д. М.)).
Единственным частично осуществлённым участком проекта явился Кулундинский канал.

### Анти-Иртыш
Анти-Иртыш — второй этап проекта. Воду планировали направлять вспять по Иртышу, затем по Тургайскому прогибу в Казахстан, к Амударье и Сырдарье.
Предполагалось возвести гидроузел, 10 насосных станций, канал и одно регулирующее водохранилище.
Единственным частично осуществлённым участком этого проекта является канал «Иртыш — Караганда».

## Критика
По мнению специально изучавших этот проект экологов — А. Яблокова, директора ИВЭП СО РАН Ю. Винокурова и других — осуществление проекта вызовет следующие неблагоприятные последствия:
- затопление сельскохозяйственных и лесных угодий водохранилищами;
- подъём грунтовых вод на всём протяжении канала с подтоплением близлежащих населённых пунктов и автотрасс;
- гибель ценных пород рыбы в бассейне реки Оби, что приведёт в частности к нарушению традиционного образа жизни коренных малочисленных народов сибирского Севера;
- непредсказуемое изменение режима вечной мерзлоты;
- повышение солёности вод Северного Ледовитого океана;
- изменения климата, изменение ледового покрова в Обской губе и Карском море;
- формирование на территории Казахстана и Средней Азии вдоль трассы канала массивов болот и солончаков;
- нарушение видового состава флоры и фауны на территориях, по которым должен пройти канал.

## Перспективы
По оценкам специалистов комитета по водным ресурсам министерства сельского хозяйства Республики Казахстан, к 2020 году ожидается снижение располагаемых ресурсов поверхностных вод Казахстана с 100 км³ до 70 км³. Когда в Афганистане закончится война, на свои нужды страна будет забирать воду из Амударьи, тогда в Узбекистане запасы пресной воды уменьшатся в два раза.
На пресс-конференции 4 сентября 2006 года в Астане президент Казахстана Нурсултан Назарбаев заявил, что необходимо вновь рассмотреть вопрос о повороте сибирских рек в Центральную Азию.
В октябре 2008 года Юрий Лужков представил свою новую книгу «Вода и мир», посвящённую возрождению плана переброса части стока сибирских рек на юг, однако по мнению члена-корреспондента РАН Виктора Данилова-Данильяна, подобные проекты лишь в редких случаях оказываются экономически приемлемыми.
В ноябре 2008 года в Узбекистане состоялось представление проекта судоходного канала Обь — Сырдарья — Амударья — Каспийское море. Канал проходит по маршруту: Тургайская долина — пересечение Сырдарьи западнее Джусалы — пересечение Амударьи в районе Дашагуз — затем по Узбою канал выходит к порту Туркменбашы на Каспийском море. Расчётная глубина канала 15 м, ширина свыше 100 м, проектные потери воды на фильтрацию и испарение не более 7 %. Параллельно каналу предлагается также построить автомагистраль и железную дорогу, которые вместе с каналом образуют «транспортный коридор». Ориентировочная стоимость строительства судоходного канала и объектов производительных сил 100—150 млрд долл. США, длительность строительства — 10 лет, ожидаемая среднегодовая прибыль — 7—10 млрд долл. США, окупаемость проекта через 15—20 лет после окончания строительства.